# An Clochán Liath

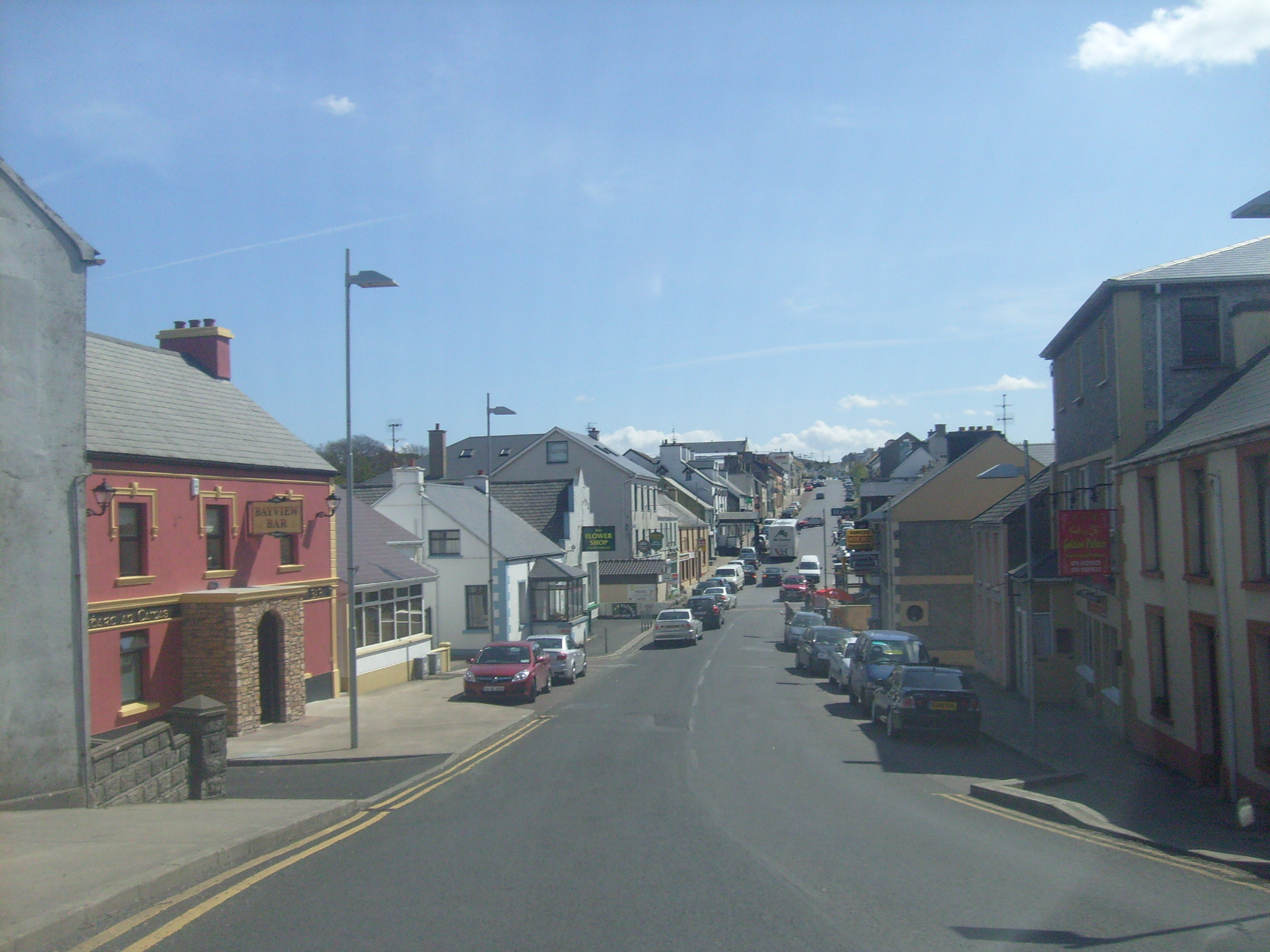
Die Hauptstraße von An Clochán Liath

An Clochán Liath (offizieller irischer Name mit der Bedeutung „der graue Trittstein“, englisch Dungloe oder Dunglow) ist ein Ort im County Donegal im äußersten Nordwesten der Republik Irland.

## Der Ort
An Clochán Liath liegt im Westen der Grafschaft Donegal in direkter Nähe zum Atlantik in einer Gaeltacht-Region, weshalb der irische Name An Clochán Liath der (einzige) offizielle Name des Ortes ist. Zurückgehend auf einen Fehler von Marine-Kartografen in der Mitte des 19. Jahrhunderts, wird der Ort auch heute noch häufig Dunglow geschrieben. Diese Schreibweise verwenden auch die offizielle „Placenames Order“ von 1975 sowie die „Placenames Database of Ireland“ (logainm). Ungeachtet des offiziell gültigen An Clochán Liath ist Dungloe (von irisch Dún gCloiche, eigtl. der Name eines Ortes weiter nördlich, dessen Bezeichnung nach Verlegung eines monatlichen Marktes im 18. Jahrhundert übernommen wurde) der wesentlich häufiger zu sehende Name, wie auch das Englische die gebräuchliche Umgangssprache der meisten Bewohner ist. Kleine irischsprachige Exklaven sind eher außerhalb der Stadt zu finden. Die Einwohnerzahl Dungloes wurde bei der Volkszählung 2022 mit 1247 Personen ermittelt.

Die Region „The Rosses“ (in rot) innerhalb des Countys Donegal

Dungloe entwickelte sich als Stadt in der Mitte des 18. Jahrhunderts und fungiert heute als Verwaltungs- und Handelszentrum für den Westen Donegals, speziell für The Rosses (Na Rosa), eine geografische und soziale Region im Westen Donegals mit einer eigenen, sich vom restlichen Donegal unterscheidenden Identität. Dungloe ist auch Sitz des Dungloe District Court, zuständig für das südwestliche Donegal, und beherbergt die einzige weiterführende Schule des Bezirks.
Der englische Name Dungloe entstand im späten 18. Jahrhundert, als der monatliche Markt von dem fünf Meilen entfernten Dún an Gleó in das aufkeimende An Clochán Liath verlegt wurde. Dieser Name wiederum geht auf eine graue Felsplatte aus Granit zurück, die im Flussbett in der Talsohle des Ortes vor dem Bau der Brücke (1762) den einzigen Übergang ermöglichte.
Das Portal Tomb von Roshin South liegt in eine Feldmauer integriert südwestlich von Dungloe.

## Verkehr und Tourismus
An Clochán Liath liegt – zwischen Glenties in südlicher und Gaoth Dobhair in nördlicher Richtung – auf der N56, die von Donegal Town aus den Westen und Norden des Countys erschließt und Dungloe auch mit Letterkenny, der größten Stadt der Grafschaft, verbindet. Von Donegal Town ist An Clochán Liath 72 km, von Letterkenny 51 km entfernt. Bus Éireann verbindet Dungloe (ebenso wie private Busgesellschaften) mit Donegal Town mit Anschluss an das Fernnetz von Bus Éireann, während ein anderer Privatanbieter, Lough Swilly Bus, die Verbindungen in den Norden des Countys und in östlicher Richtung nach Letterkenny und Derry gewährleistet. Zwischen 1903 und 1940 war An Clochán Liath auch an ein regionales Eisenbahnnetz angeschlossen; die „Dungloe railway station“ lag vier Meilen außerhalb des Ortes. Die Gesellschaft, von der heute Lough Swilly Bus betrieben wird, ist dieselbe, die schon die Eisenbahn betrieb. In gut 12 Kilometern Entfernung von An Clochán Liath liegt mit dem Flughafen Donegal ein kleiner Regionalflughafen, von dem aus die Loganair zweimal täglich Flüge nach Dublin und mehrmals pro Woche nach Glasgow in Schottland anbietet (Stand 2012).
Die Haupteinnahmequelle des Ortes liegt im Tourismus, speziell durch das seit den 1960er-Jahren jährlich Ende Juli oder im August stattfindende Mary From Dungloe International Festival für irische Musik. Ein weiteres Festival findet jährlich im Herbst zu Ehren des irisch-republikanischen Aktivisten und Schriftstellers Peadar O’Donnell statt. Etwas nördlich der Stadt ist die historische Kirche von Templecrone zu finden, in dessen Parish An Clochán Liath im übrigen liegt. In nächster Nähe zum Meer gelegen, bietet An Clochán Liath seinen Besuchern außerdem Buchten mit teilweise feinen Sandstränden in geringer Entfernung an.
Im Juli 2024 wurde nach jahrelangem Verfall und mehrjähriger Sanierung mit Sweeney’s Hotel ein aus den 1850er Jahren stammendes, Donegal-weit bekanntes Hotel wiedereröffnet.

## Persönlichkeiten
- Pat Gallagher (* 1948), Teachta Dála, Staatsminister und MdEP